# Fontaine Médicis
La fontaine Médicis est une fontaine du jardin du Luxembourg à Paris. Sa construction, vers 1630, est une commande de la reine Marie de Médicis, veuve d'Henri IV, à l’ingénieur florentin Thomas Francine. Restaurée après la Révolution par Jean-François Chalgrin, qui place dans sa niche centrale une statue de Vénus, elle est déplacée en 1862, son bassin agrandi et la statue remplacée par le groupe statuaire Polyphème surprenant Galatée dans les bras d'Acis, œuvre du sculpteur Auguste Ottin.

## Histoire et déplacement

### La grotte de Marie de Médicis
| Plan du jardin en 1752 \| Grotte de Marie de Médicis \| | Autour du palais du Luxembourg qu'elle fait construire, Marie de Médicis souhaite installer de nombreuses grottes, fontaines, bassins et terrasses dotés de jeux d'eau, afin de retrouver l'atmosphère architecturale des nymphées de son enfance, comme la grotte de Buontalenti (Florence). |
| Grotte de Marie de Médicis                              | |

Des constructions ainsi souhaitées ne subsiste aujourd'hui que la fontaine Médicis,
dont la reine confie, vers 1630, la réalisation à l'ingénieur florentin Tommaso Francini. Celui-ci avait déjà construit l'aqueduc Médicis entre Paris et Rungis, et réalisera six ans plus tard une grotte similaire dans les jardins du château de Wideville.
La façade de la grotte, de 14 mètres de haut et 12 mètres de large, devait masquer les bâtiments de la rue d'Enfer voisine. Elle comprend trois niches, séparée par quatre colonnes toscanes. Un fronton orné des armes de la France et des Médicis la surplombe, surmonté de trois pots à feu (qui ont de nos jours disparu) et encadré par deux figures allégoriques couchées, Le Rhône et La Seine, œuvre de Pierre II Biard. Un mur en pierre de taille avec de fausses arcades est placé de chaque côté de la grotte. Du XVIIe au début du XIXe siècle, le bassin situé devant la grotte centrale ne comprend pas de jeux d'eau.
La grotte est initialement installée à l'Est du jardin du Luxembourg, dans la perspective de l'allée entre la porte des Carmes et la rue d'Enfer, longeant donc la façade sud du palais.

### Transformations auXIXesiècle

Plan du jardin depuis les transformations du milieu du XIXe siècle : la fontaine est en haut à droite, le trait bleu figurant le long bassin.

Comme le palais du Luxembourg, le jardin est réaménagé après l'installation du Sénat dans ses murs en 1799. L'architecte Jean-François Chalgrin confie alors aux sculpteurs Duret, Ramey et Talamona de restaurer la « grotte du Luxembourg ». Les armes d'Henri IV et des Médicis sont retirées et, dans la niche centrale, est placée une petite statue de Vénus en marbre. Enfin, le petit bassin est désormais alimenté par une cascade d'eau située sous la statue. Ce qui n'était alors qu'un portique de style italien devient une fontaine.
Dans les années 1850, les murs qui prolongeaient la grotte de chaque côté sont démolis. Au début des années 1860, la fontaine est déplacée, à la suite du percement de la rue de Médicis, effectué dans le cadre des travaux d'urbanisme du préfet Haussmann à Paris. Malgré de vives protestations, le projet provoquant également la destruction d'une partie des dépendances du Sénat, la fontaine Médicis est démontée pierre par pierre en 1862 et rapprochée du palais d'une trentaine de mètres. L'architecte Alphonse de Gisors rétablit les armes de la France et fait construire un bassin long d'une cinquantaine de mètres, dont la rambarde est ornée de vasques ; deux rangées de platanes bordent le bassin.
La statuaire est aussi revue. Dans la niche centrale, la statue de Vénus est remplacée par un groupe de trois personnages mythologiques intitulé Polyphème surprenant Galatée dans les bras d'Acis, œuvre du sculpteur Auguste Ottin. Polyphème, cyclope légendaire, est amoureux de Galatée, jeune et belle nymphe marine. Accroupi sur un rocher, une peau de bête sur le dos, il observe Galatée dans les bras d'Acis, prêt à tuer son rival avec un rocher. Le couple est langoureusement allongé au bord de l'eau. Le contraste est saisissant entre la masse énorme et sombre du cyclope et la blancheur du duo des deux jeunes gens. De plus, la forme même du bassin procure l'illusion que le plan d'eau est incliné. Le cyclope Polyphème est en bronze de la fonderie Thièbaut.
Dans les niches latérales sont placées deux statues de faune et de chasseresse. La façade arrière de la fontaine est aussi réaménagée par Gisors, qui y adosse la fontaine de Léda, autrefois située à l'angle des rues du Regard et de Vaugirard, supprimée par le percement de la rue de Rennes. Cette deuxième fontaine comprend un bas-relief d'Achille Valois réalisé en 1807. Elle est surmontée d'une demi-couple et d'un fronton, où sont couchées deux statues de naïades réalisées par Jean-Baptiste-Jules Klagmann.
La fontaine est classée au titre des monuments historiques par la liste de 1889.
Sous l'Occupation, en juin 1944, les Allemands transforment la fontaine Médicis en piscine d'été.
Une restauration de la fontaine a lieu en 2020-2021.

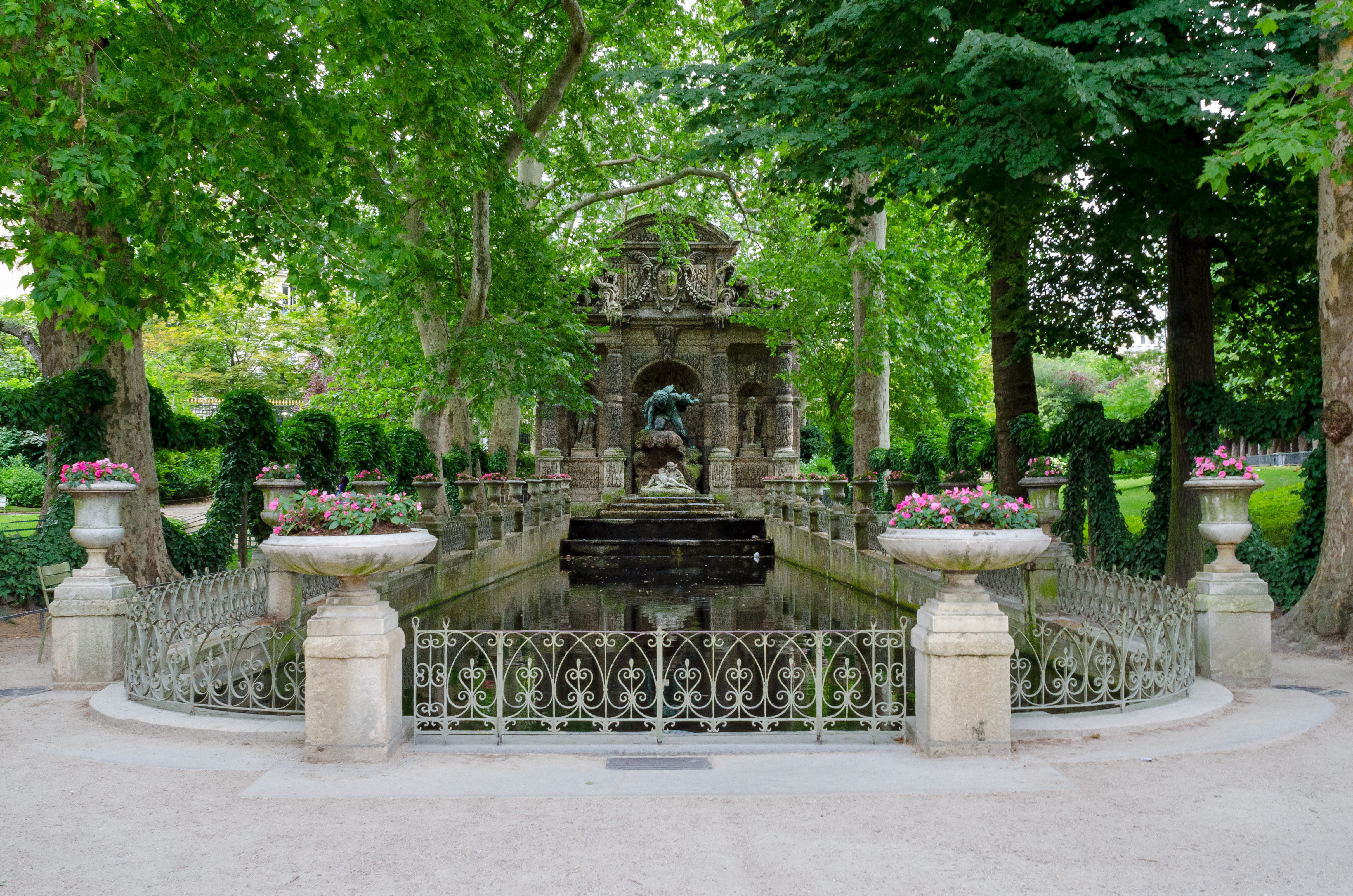

## Galerie

Évolution de la façade
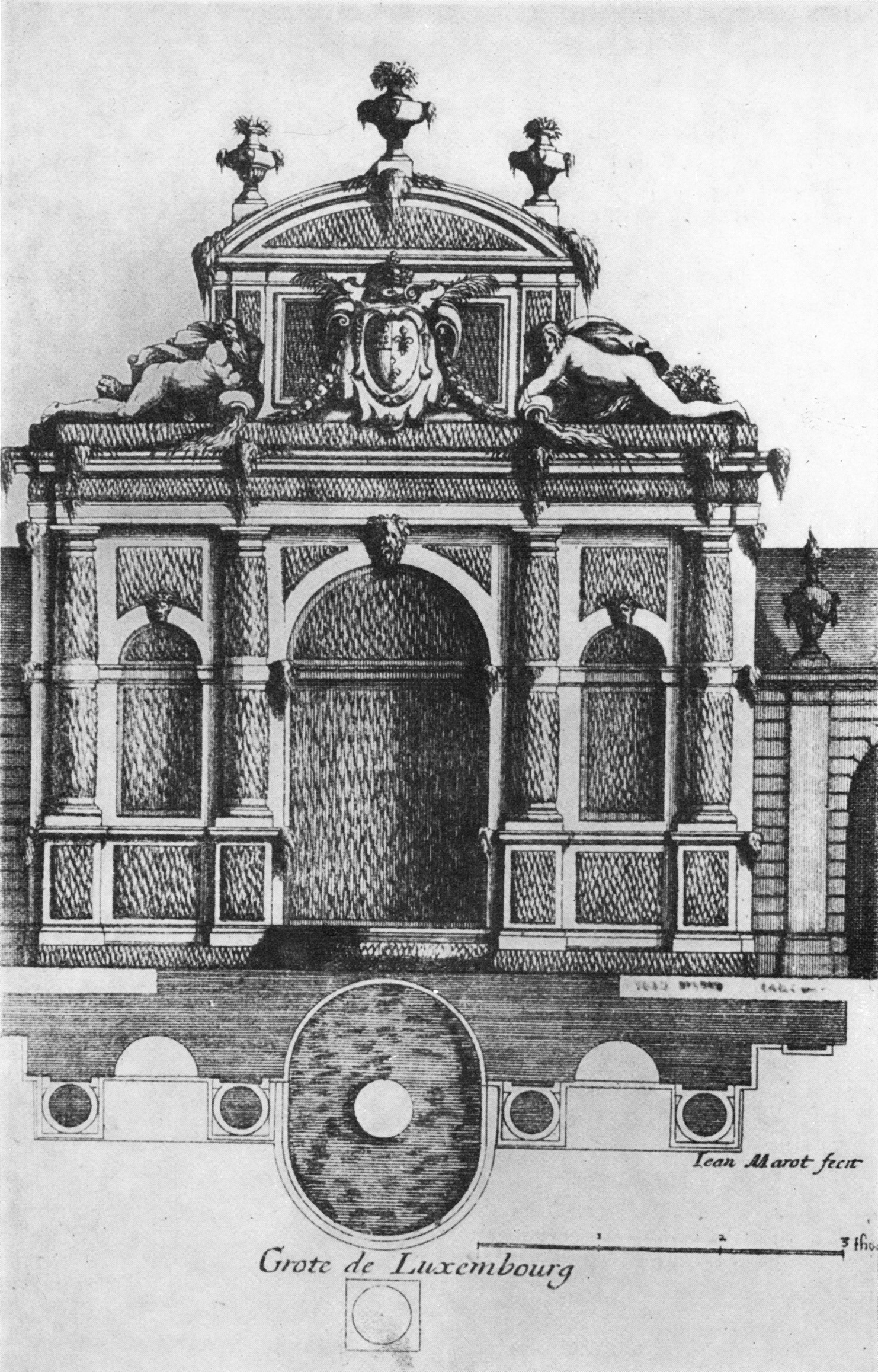
Gravure de la grotte en 1660, qui comprend encore les pots à feu.
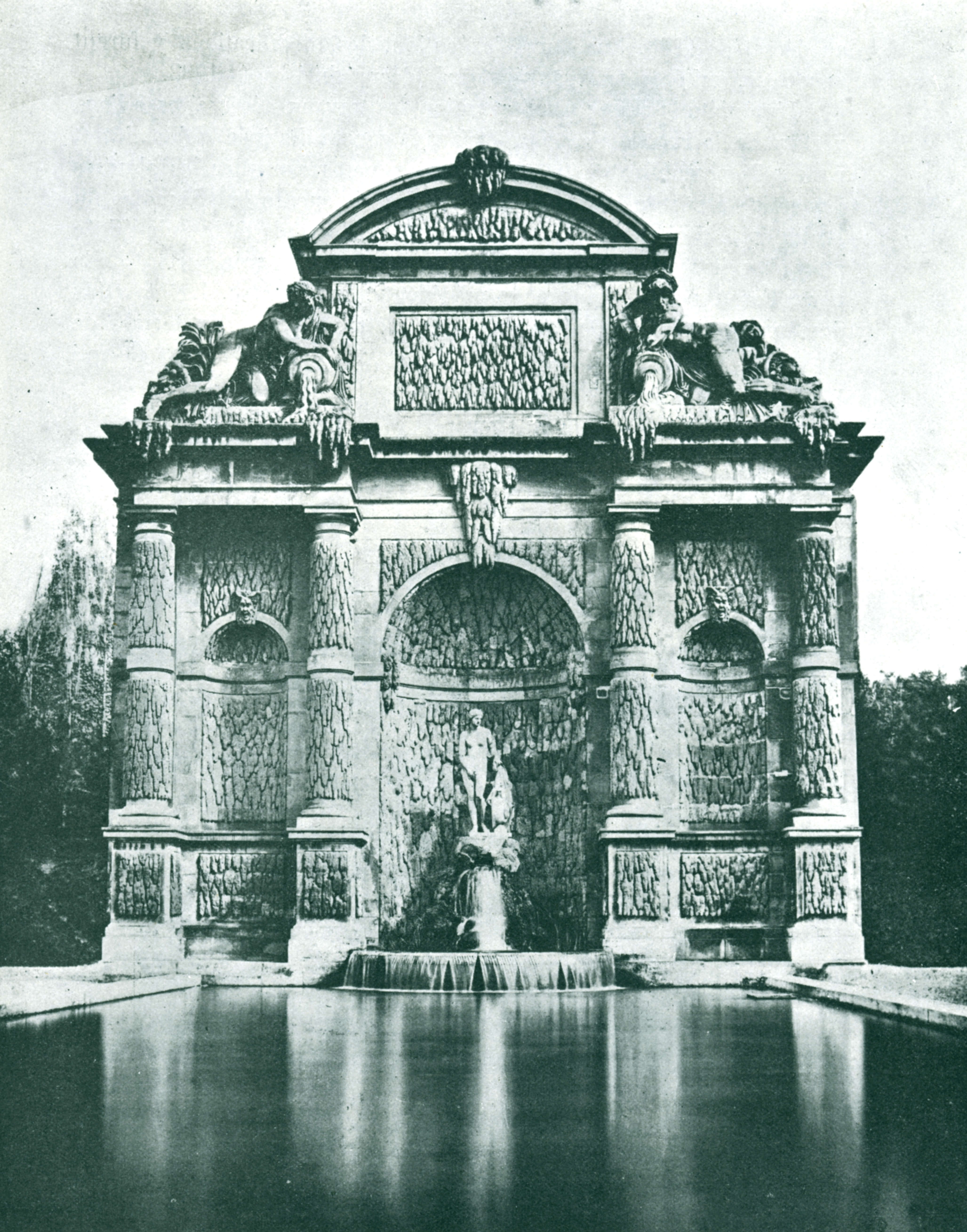
La fontaine (avec la statue de Vénus) en 1857.
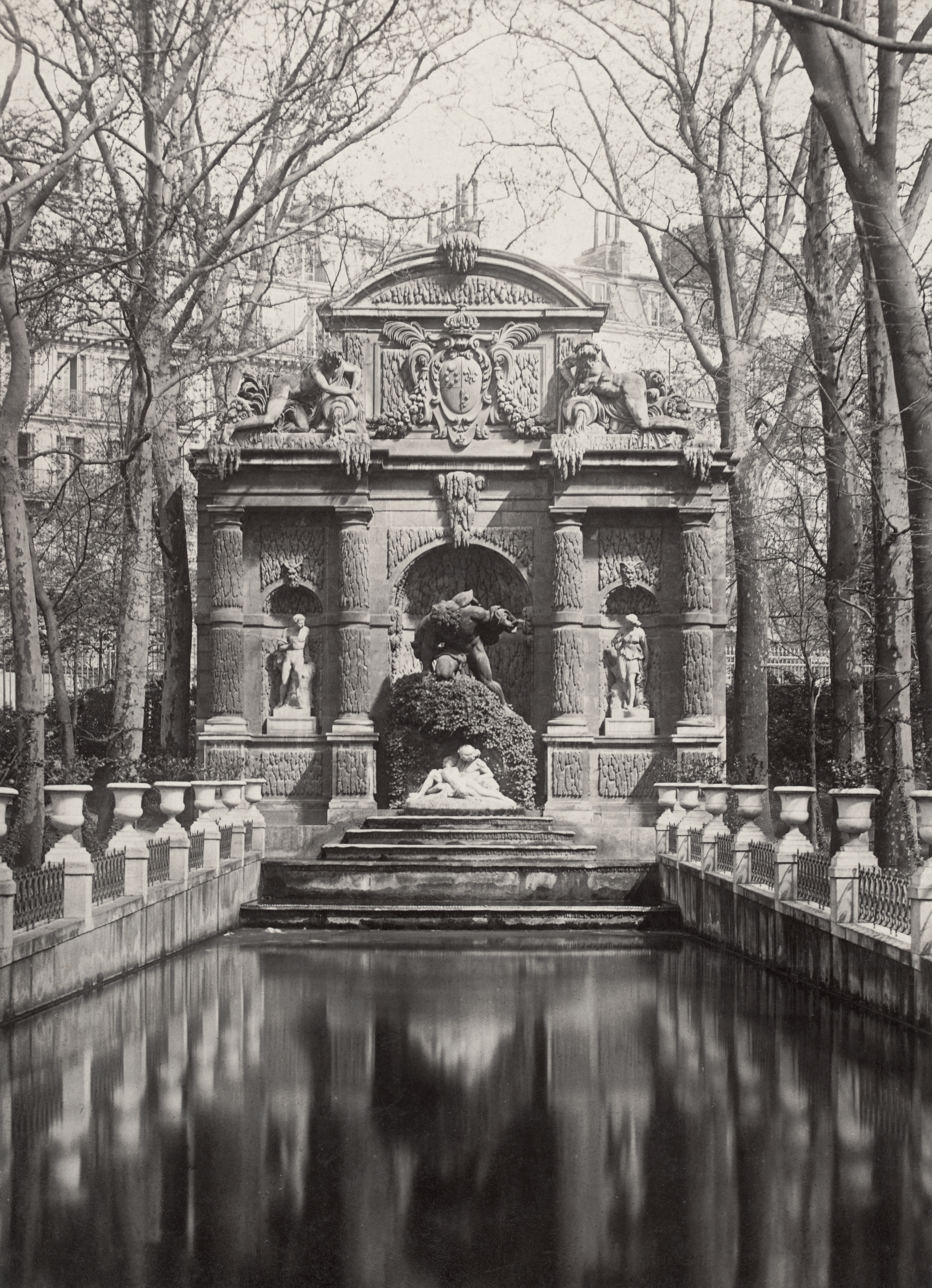
Vue de la fontaine par Charles Marville, vers 1868.
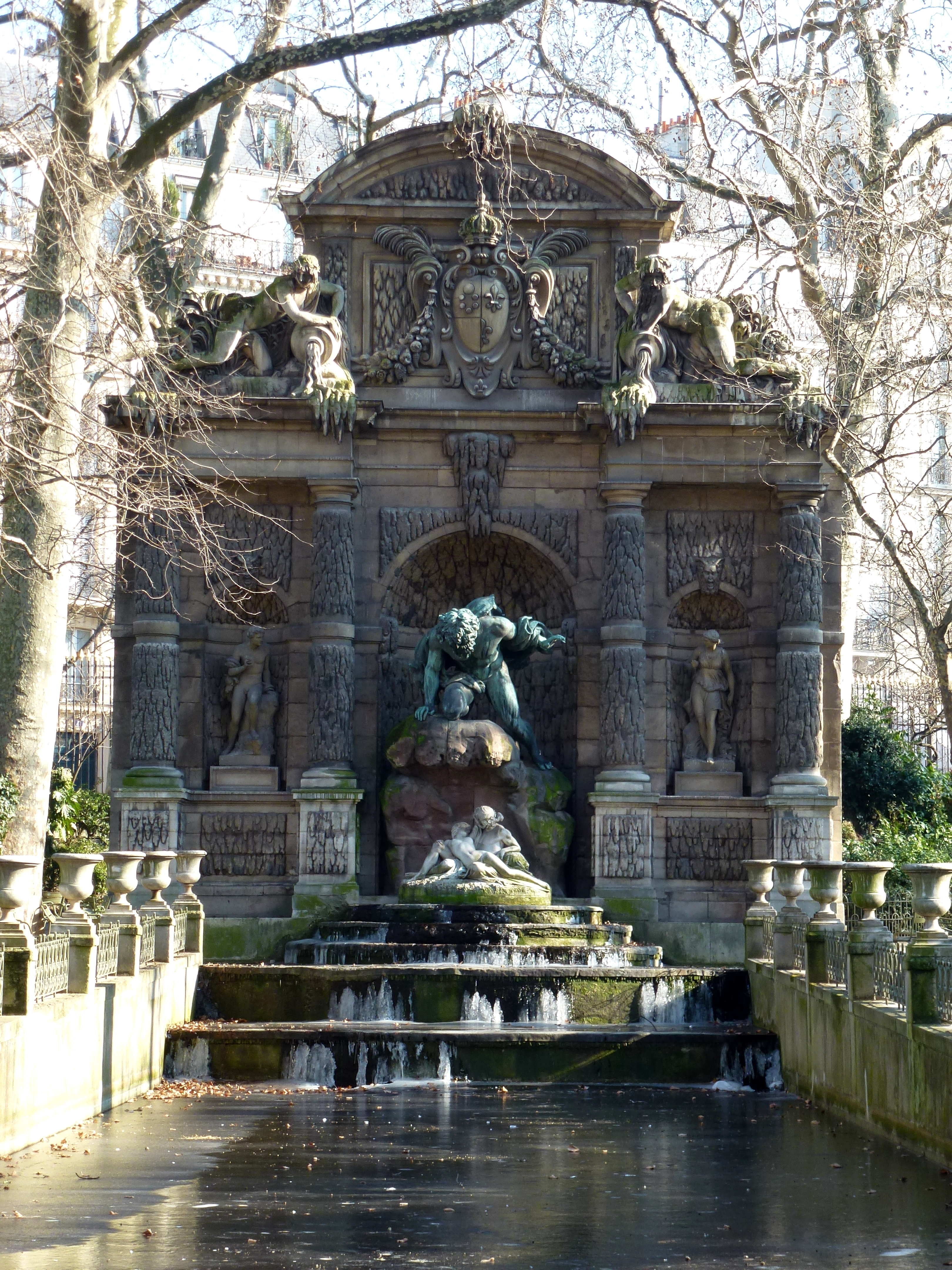
La fontaine de nos jours.

Vue d'ensemble
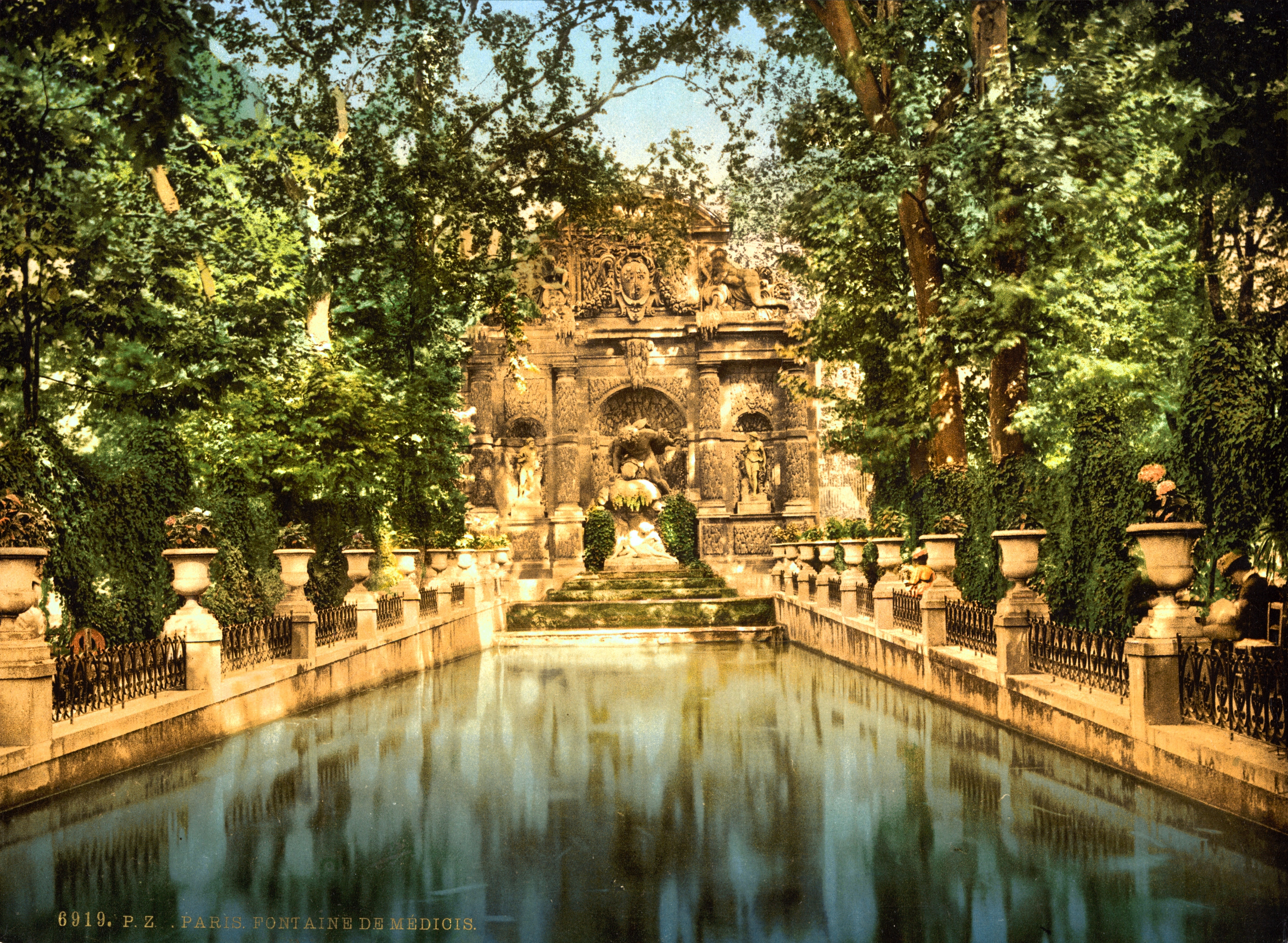
Carte postale, fin du XIXe siècle.
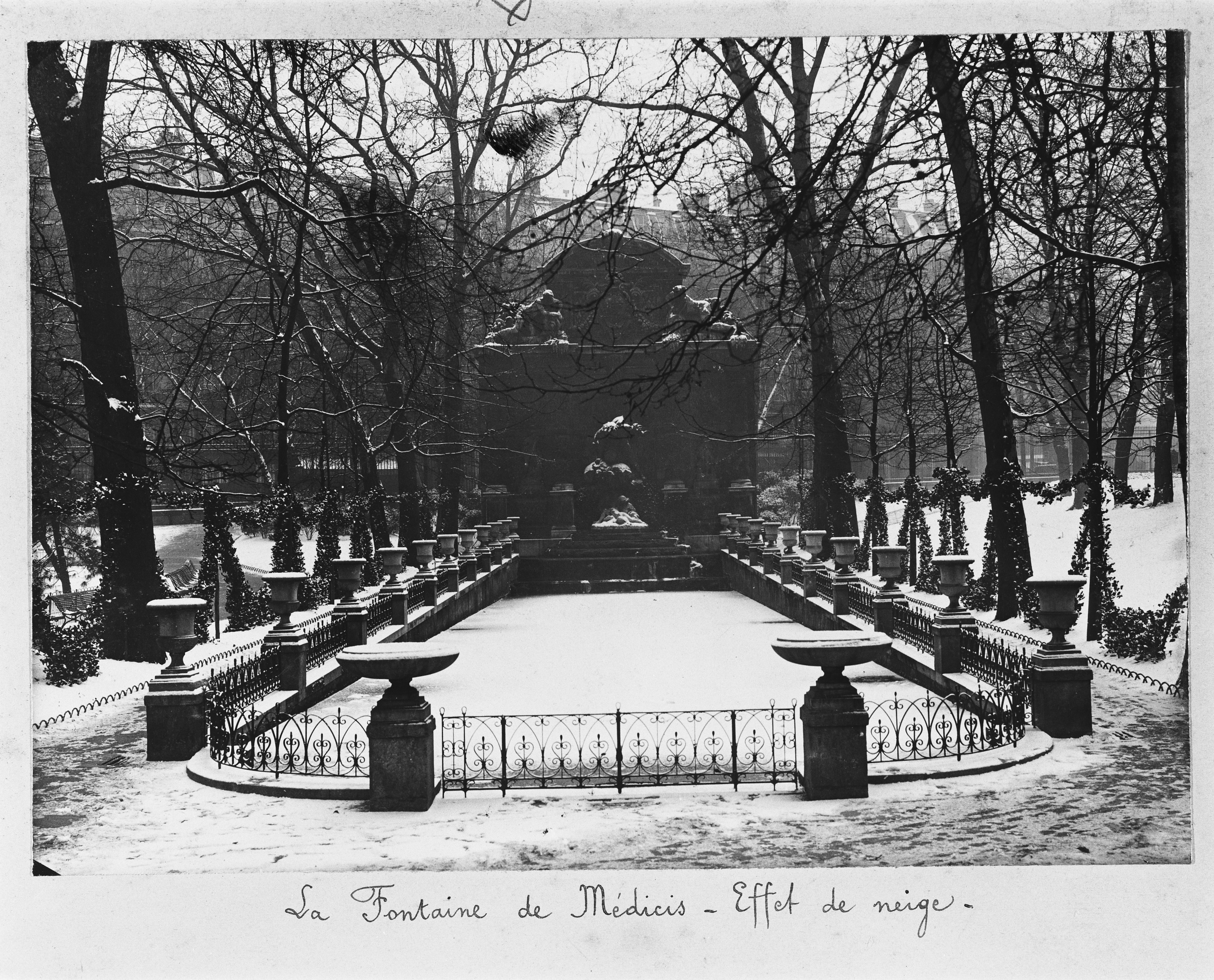
Sous la neige, dans les années 1900.
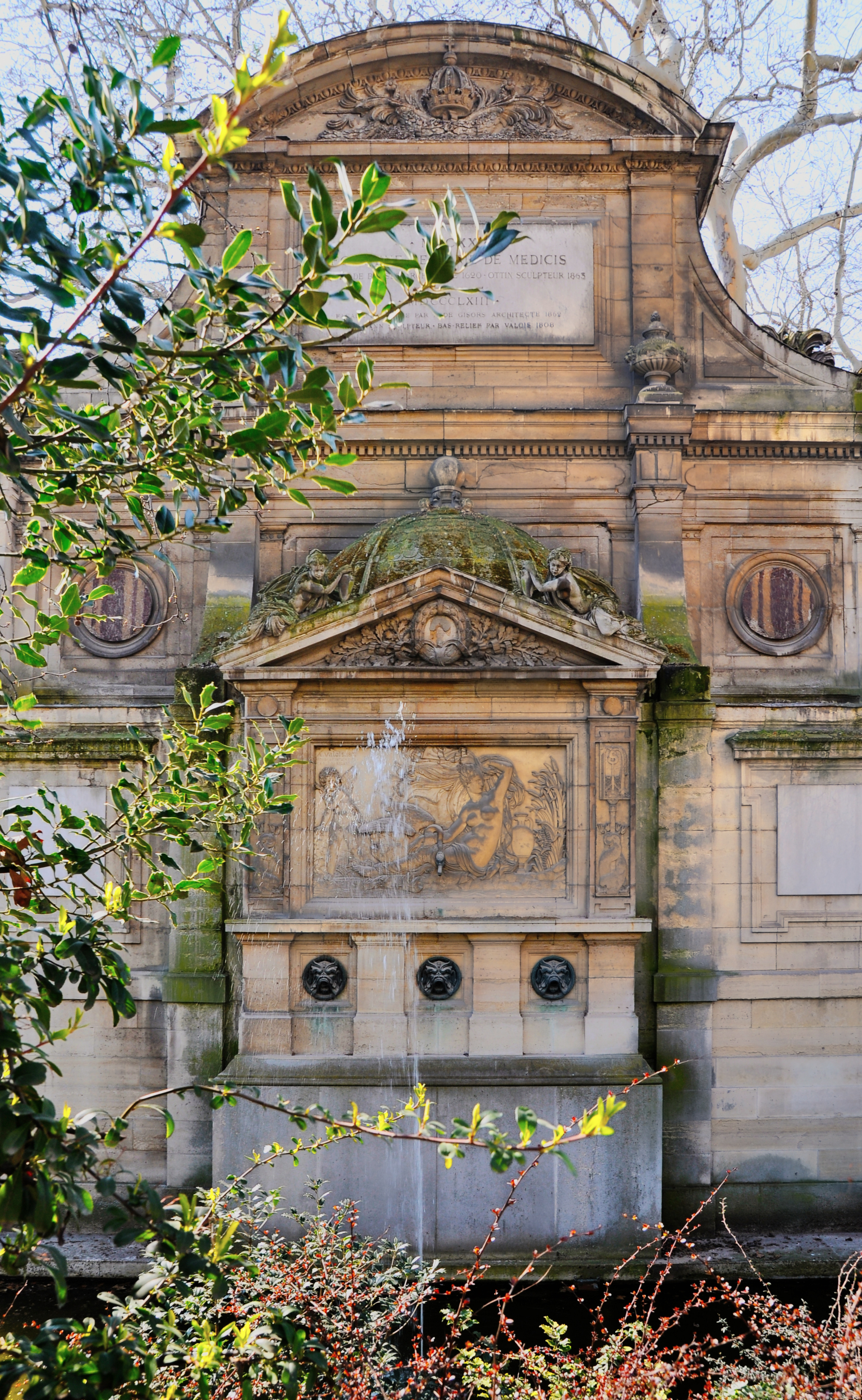
La fontaine de Léda, à l'arrière.

Statuaire
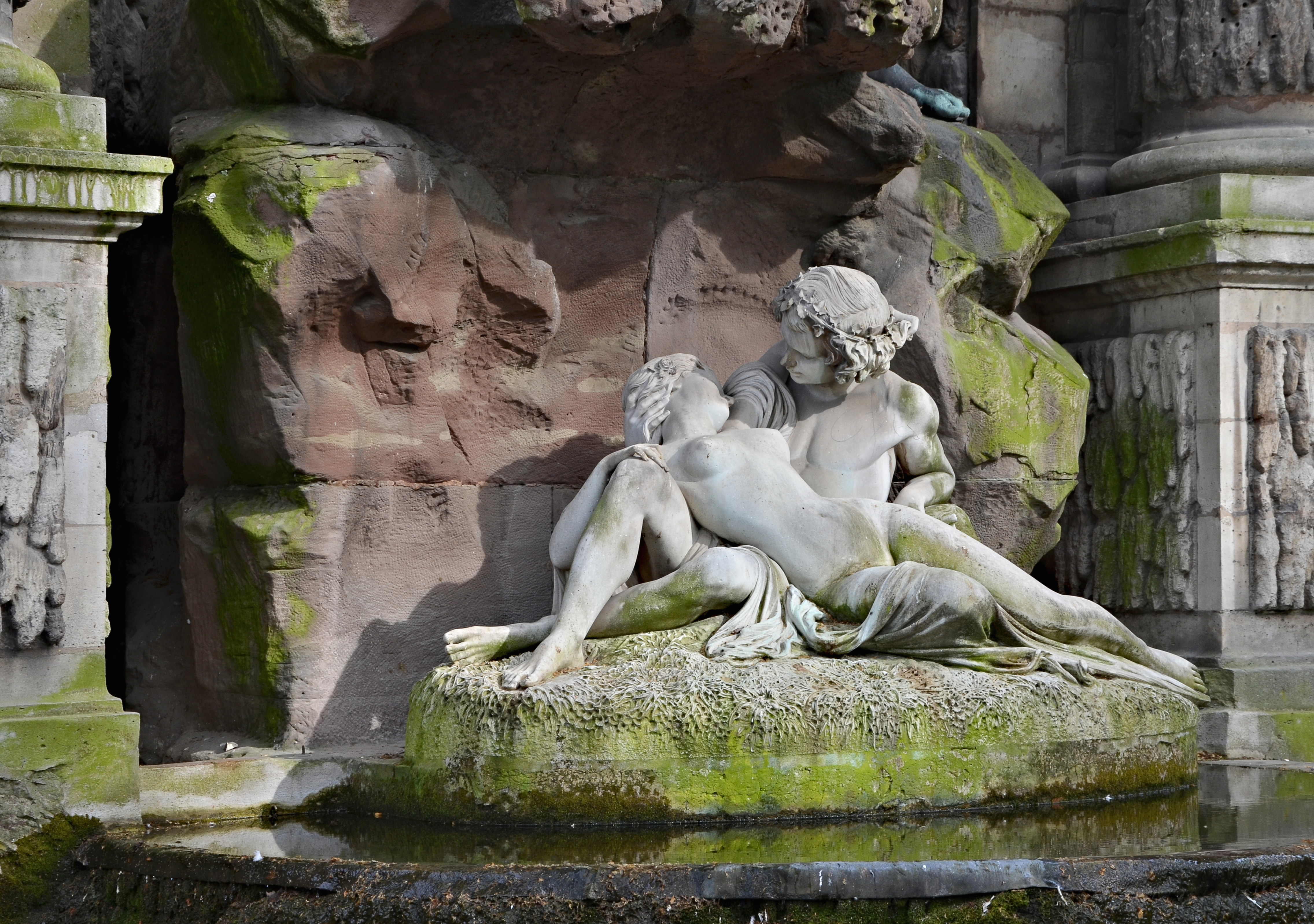
Acis et Galatée.
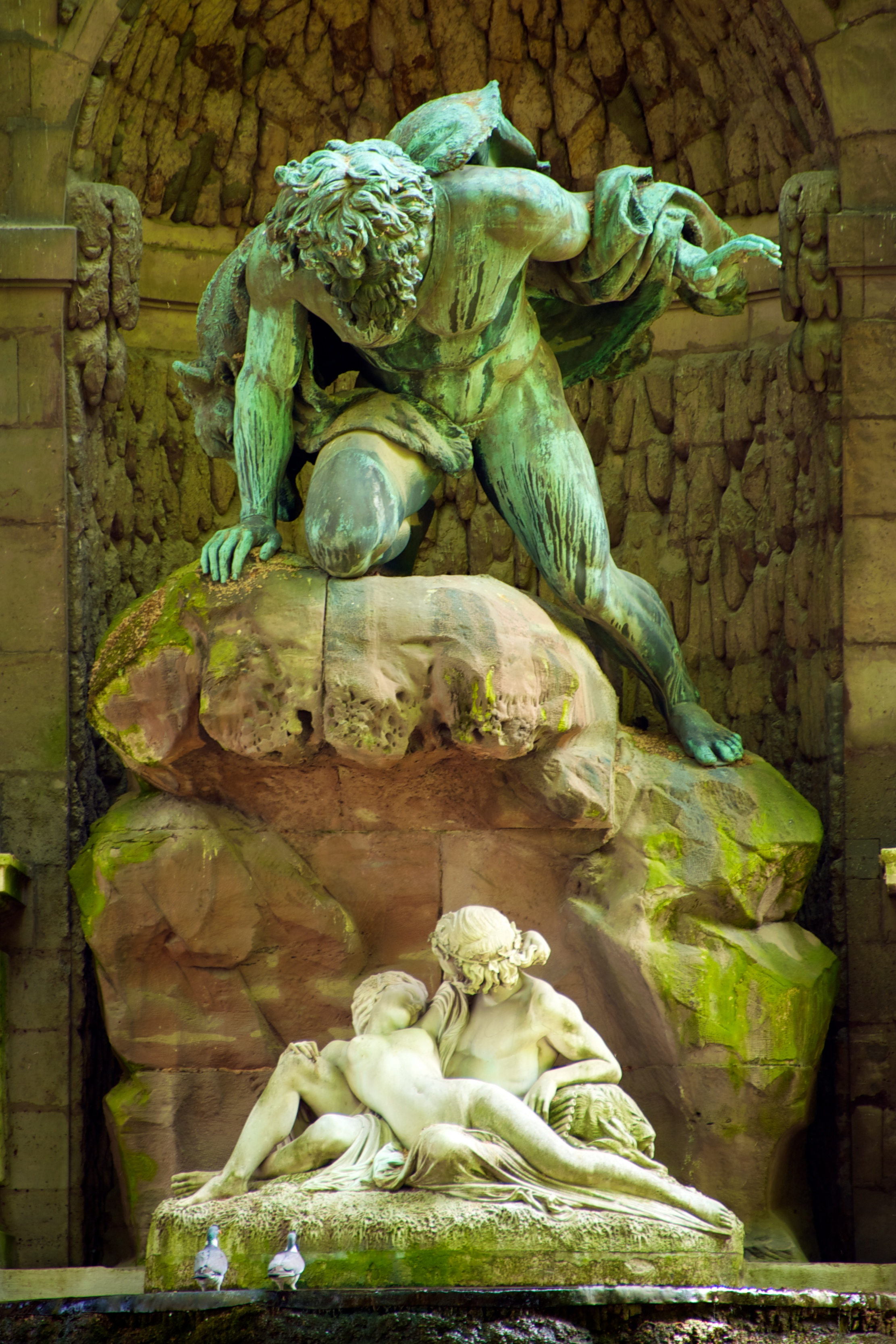
Polyphème surprenant Acis et Galatée.
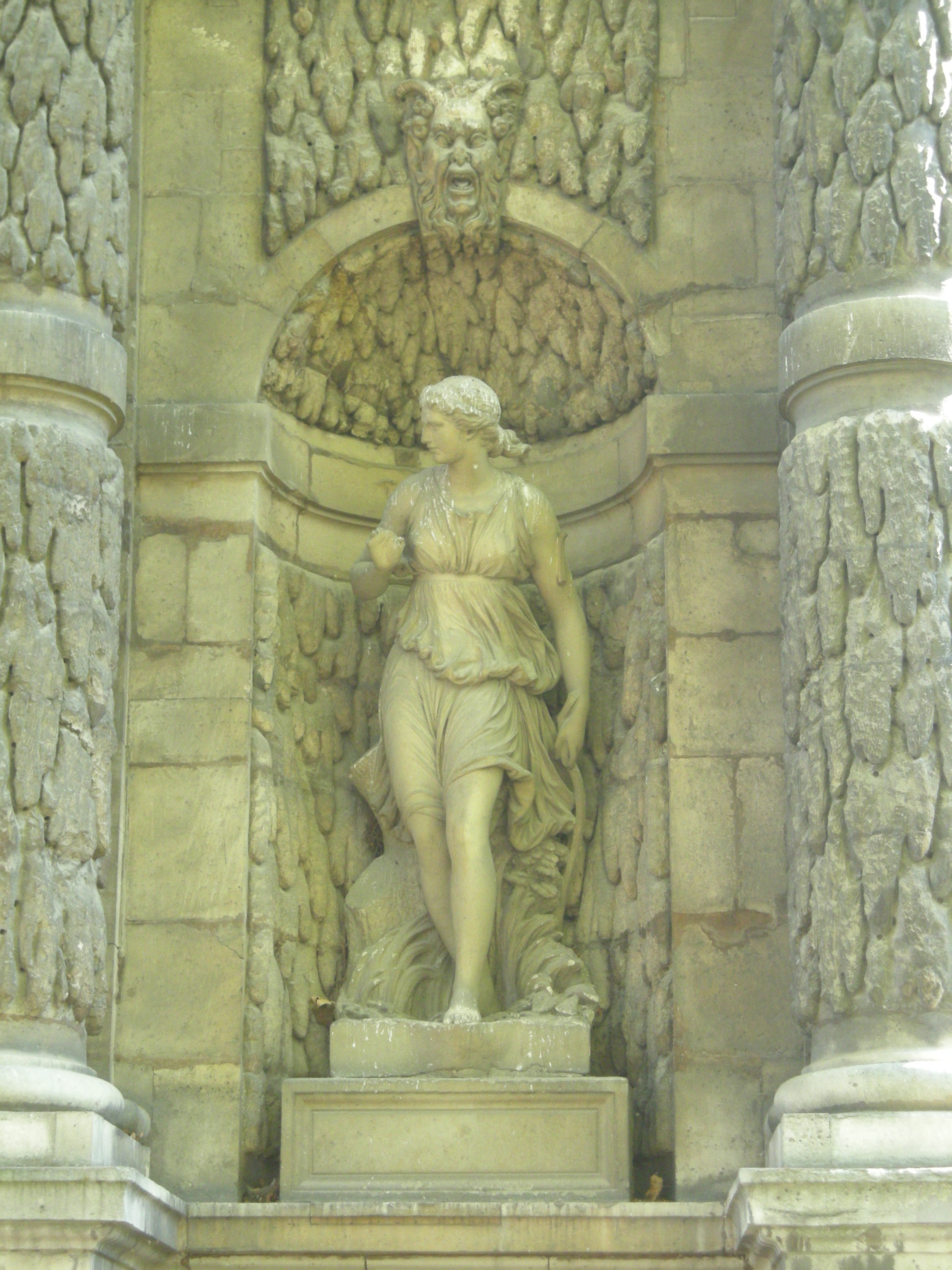
Diane chasseresse.
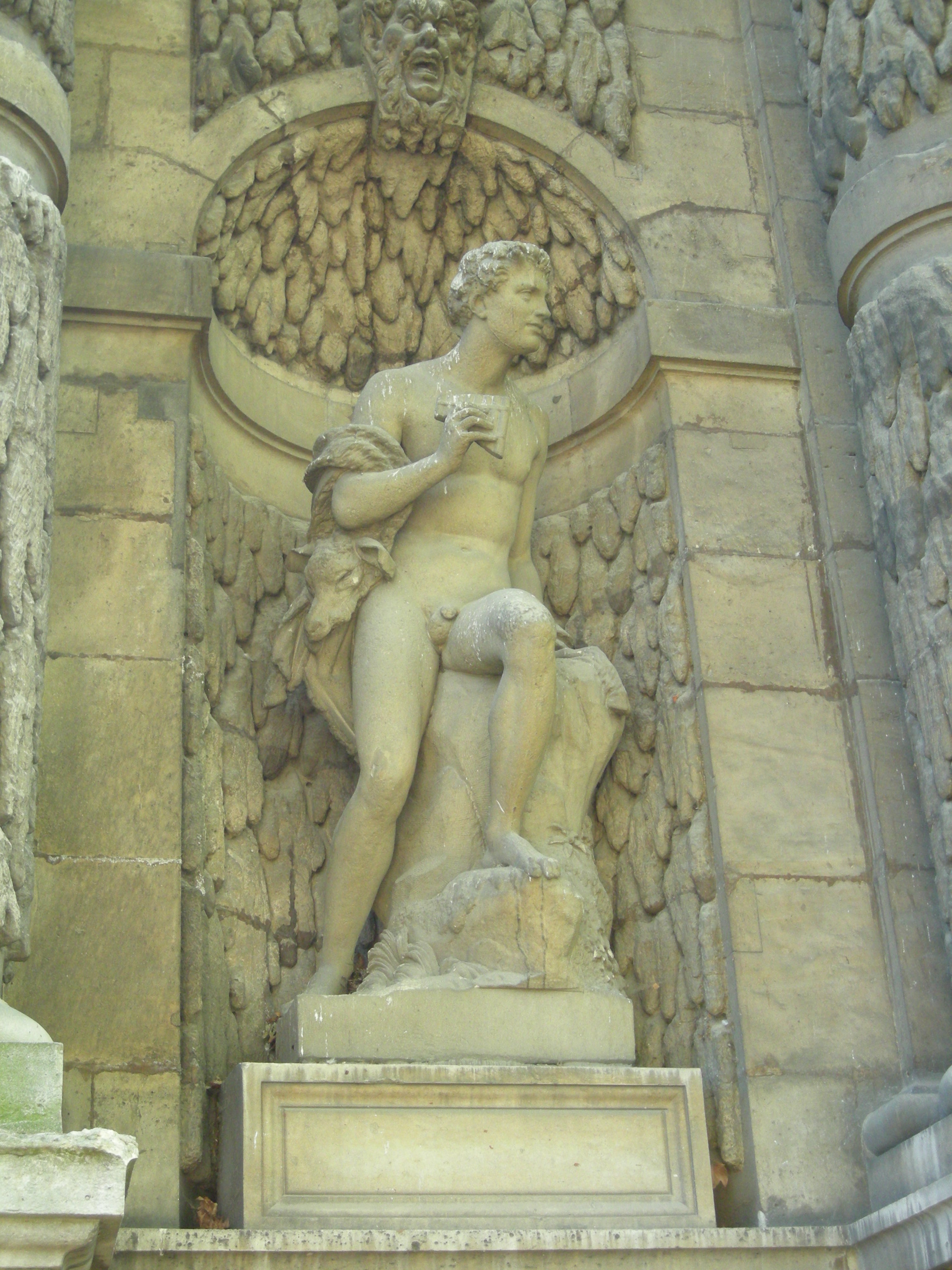
Jeune faune.